# Ballenstedt
Ballenstedt is een stadje aan de noordelijke uitlopers van de Oostelijke Harz. De gemeente behoort tot de Landkreis Harz in de deelstaat Saksen-Anhalt (Duitsland). Ballenstedt telt 8.883 inwoners. Buursteden zijn Quedlinburg (10 km) en Aschersleben (15 km).

## Geschiedenis
In 1030 duikt de naam van de stad voor het eerst op in een oorkonde van graaf Esiko van Ballenstedt. Hij was de broer van Uta, een van de stichteressen van de Dom van Naumburg. Graaf Esiko liet het sticht St. Pancratius und Abundus oprichten, welke in 1046 in het bijzijn van koning Hendrik III gewijd werd. In de eerste helft van de 12e eeuw werd het sticht door Albrecht de Beer, Markgraaf van Brandenburg, gewijzigd in een klooster voor Benedictijnen. In 1170 werd de kloosterkerk bijgebouwd. Tijdens de Duitse Boerenoorlog werd het klooster bestormd, geplunderd en in brand gestoken. In 1525 werd het klooster geseculariseerd door vorst Wolfgang van Anhalt.

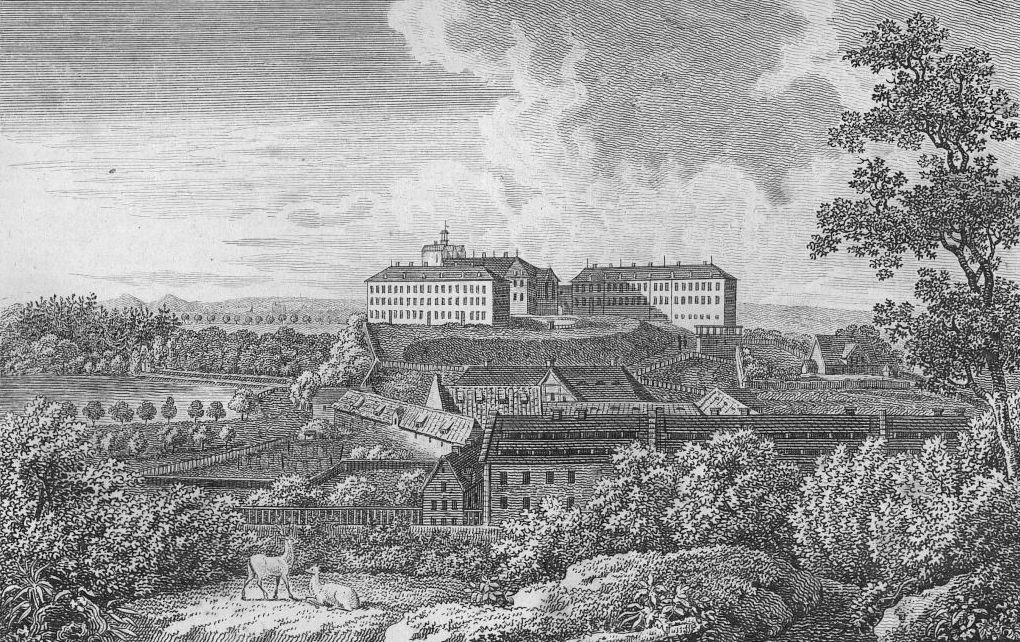
Slot Ballenstedt, 1837

Ballenstedt verkreeg in 1543 het stadsrecht. Tijdens de Dertigjarige Oorlog plunderden in 1626 de troepen van Albrecht von Wallenstein het stadje. Vanaf de 17e eeuw werd Ballenstedt door de vorsten van Anhalt-Bernburg als residentie uitgebreid. Uit de restanten van het voormalige klooster werd een representatief slot gebouwd. In 1765 verklaarde vorst Frederik Albrecht Ballenstedt officieel tot residentie. Hierdoor ontstond een bloeiperiode voor Ballenstedt op economisch, politiek en cultureel vlak. De bloei op het culturele vlak werd benadrukt door de bouw van het slottheater, dat in 1788 in gebruik genomen werd. Hier traden later Albert Lortzing en Franz Liszt op, die het theater hierdoor een populariteit gaven tot ver buiten de stad.
Toen in 1863 hertog Alexander Karel kinderloos stierf, verviel Anhalt-Bernburg aan Anhalt-Dessau, waarbij Ballenstedt een van de vijf hoofdplaatsen van een district werd. De twee hertogdommen werden verenigd tot het hertogdom Anhalt. Meer en meer ontwikkelde Ballenstedt zich tot laatste woonplaats van welgestelde gepensioneerden. Met de ontwikkeling van het toerisme in het Harzgebied betekende dit een nieuwe economische impuls voor Ballenstedt.
Na de Tweede Wereldoorlog veranderde het karakter van de plaats. Het slot, tot dan toe de zomerresidentie van de hertogelijke familie, werd in 1949 onteigend en tot Ingenieurschool voor Bosbouw verbouwd. De toeristische structuren werden niet verder ontwikkeld, de (zware) industrie kreeg voorrang. Na de opheffing van de DDR kon het toerisme weer aan belang winnen, wat tot uitdrukking kwam in de renovatie van het hertogelijk slot en de opening hiervan voor het publiek.

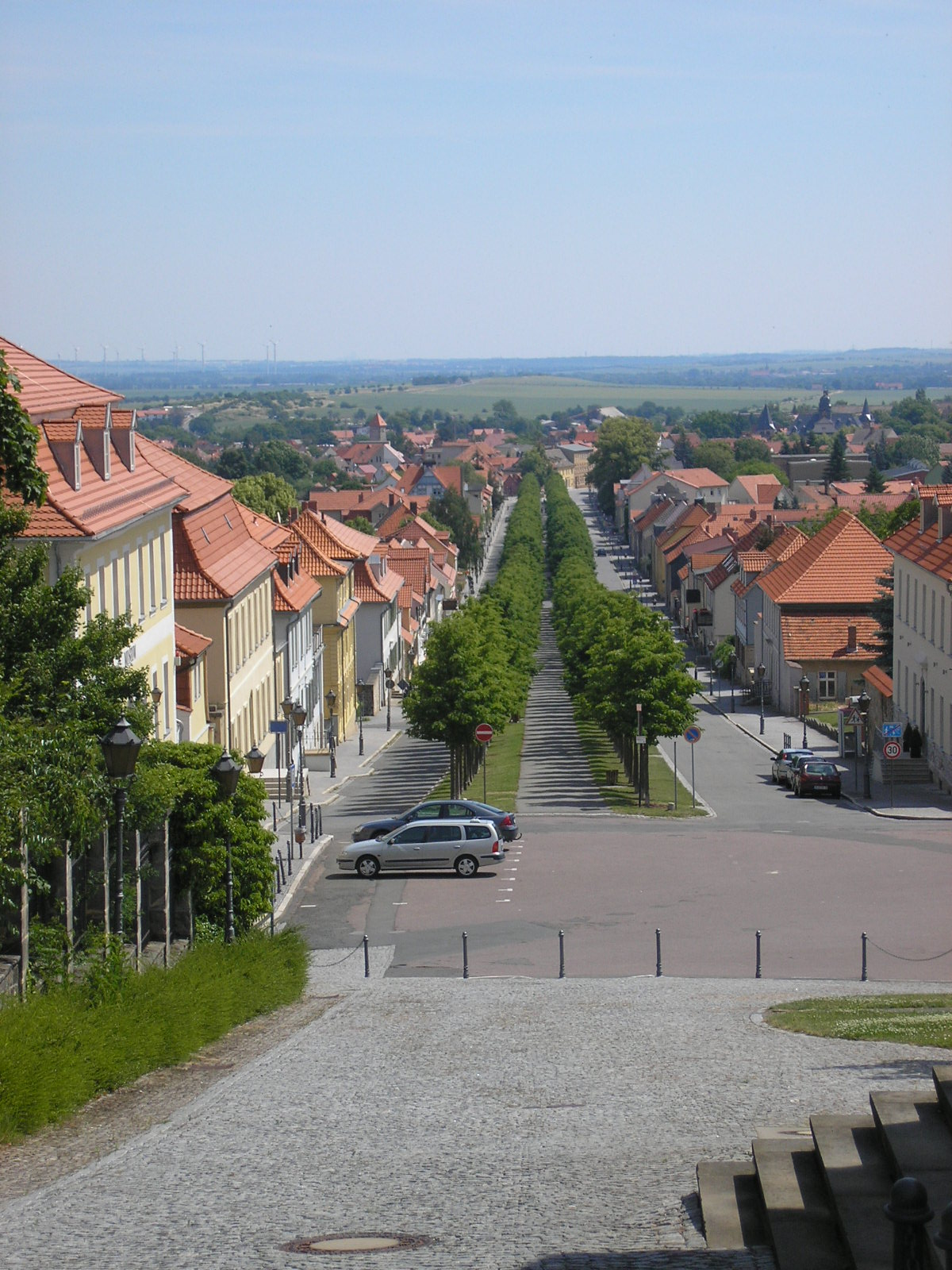
Blik op Ballenstedt vanaf het Slothof

## Bestuurlijke indeling
De gemeente Ballenstedt wordt bestuurlijk ingedeeld in de volgende Ortsteile:
- Asmusstedt
- Badeborn, sinds 4 augustus 2002
- Opperode, sinds 1950
- Radisleben, sinds 1 januari 2010
- Rieder, sinds 1 december 2013

## Stedenband
Ballenstedt heeft een stedenband met Kronberg im Taunus in de deelstaat Hessen.

## Bezienswaardigheden
- Slot
- Slottheater
- Slothotel (oorspronkelijk als wapendepôt gebouwd in 1733)
- Slotpark (in 1858 aangelegd door de bekende Pruisische tuin- en landschapsarchitect Peter Joseph Lenné)
- Allee van het slot naar het stadscentrum
- voormalig raadhuis uit 1683 in vakwerkbouw
- laatgotische St.-Nikolai-Kirche (gebouwd in 1326, door brand verwoest in 1498, heropgebouwd in 1501)
- Stadsmuur, gedeeltelijk nog zichtbaar in de Wallstrasse
- Wachttorens van de stadmuur (Oberturm, Unterturm en Marktturm)
- Kügelgenhaus
- Gele huis aan de stadsrand (gebouwd als tolhuis)
- Oude station
- Streekmuseum
- Badhuis (gebouwd in 1907-'08)
- Natuurbeschermingsgebied Gegensteine
- Bismarckturm in het Ortsteil Opperode

## Infrastructuur
Door Ballenstedt loopt de Bundesstraße 185. De dichtstbijzijnde autosnelweg (Autobahn A14) ligt op 40 km afstand. Het treinverkeer is in 2003 stilgelegd. Op 5 km afstand ligt de landingsplaats Ballenstedt-Quedlinburg. De landingsplaats beschikt over een asfaltbaan van 800 meter lengte. De baan is ook uitgerust voor nachtvluchten.

## Sport en recreatie
Deze plaats is gelegen aan de Europese wandelroute E11, die loopt van Den Haag naar het oosten, op dit moment tot de grens Polen/Litouwen. Ter plaatse komt de route vanuit het westen uit Gernrode, loopt langs de zuidgrens van de bebouwde kom aan de rand van het bos, en vervolgt in zuidelijke richting door de bossen naar Pansfelde.
Ook loopt door Ballenstedt de R1, een Europese fietsroute die loopt van Calais in Frankrijk tot St. Petersburg in Rusland.

## Overleden
- Adelheid van Schaumburg-Lippe (1875-1971), Duits prinses